# East Marton
East Marton – wieś w Anglii, w hrabstwie North Yorkshire, w dystrykcie (unitary authority) North Yorkshire. Leży 70 km na zachód od miasta York i 304 km na północny zachód od Londynu.